# Клиника нервных болезней им. А. Я. Кожевникова
Клиника нервных болезней им. А. Я. Кожевникова —  медицинское заведение в Москве при Первом МГМУ им. И. М. Сеченова, расположено на улице Россолимо, крупнейшая неврологическая клиника России.

## История
История Клиники нервных болезней им. А. Я. Кожевникова является, по существу, историей развития московской неврологической школы в конце XIX – начале XX вв. Клиника открыта при кафедре нервных болезней Московского университета по инициативе и под руководством А. Я. Кожевникова 11 октября 1890 г.
В прошлом в клинике и на кафедре работали такие видные ученые, как А.Я. Кожевников, В.К. Рот, В. А. Муратов, Г. И. Россолимо, А .Н. Коновалов, Р. А. Ткачев, Е. К. Сепп, Е. В. Шмидт, М. Б. Цукер, Н. И. Гращенков, В. В. Михеев, И. М. Иргер, П. В. Мельничук и др.

## Специализация
- неврология
- нейрохирургия
- педиатрия
- психология и психотерапия

## Структура
- Лечебно-диагностическое отделение
- Первое неврологическое отделение
- Второе неврологическое отделение
- Третье неврологическое отделение
- Детское психоневрологическое отделение
- Нейрохирургическое отделение
- Отделение физиотерапии, рефлексотерапии и ЛФК
- Операционный блок
- Отделение реанимации и интенсивной терапии
- Отделение функциональной диагностики по нейрофизиологии
- Клинико-диагностическая лаборатория с экспресс диагностикой
- Отделение лучевой диагностики